# Fellow
Pour les articles homonymes, voir fellows.

Le titre de fellow, aussi sociétaire, est généralement un titre honorifique attribué par une institution à une personnalité méritante, élue ou invitée. Fellow se rencontre dans le monde académique, les institutions universitaires ou sociétés savantes ou professionnelles, et également dans des sociétés privées à caractère technologique. Cette distinction n'implique pas de lien salarial ni d'obligation de travail particulière. Les fellows font partie d'un groupe de chercheurs qui coopèrent dans la poursuite de leur recherche, et peut aussi inclure des professeurs invités, des chercheurs postdoctoraux ou des doctorants. Le titre peut également indiquer une forme de bourse (fellowships) attribuée à des individus de haut niveau scientifique. De fait, le sens du terme fluctue selon les circonstances.

## Fellowde sociétés savantes ou professionnelles
De nombreuses sociétés savantes, notamment dans le monde anglo-saxon, cooptent des membres par un mode de sélection ou d'élection. Ces membres sont parfois appelés fellows. On peut par exemple être fellow de l'Institute of Electrical and Electronics Engineers (IEEE), de l'Association américaine pour l'avancement des sciences (AAAS) ou de l'Association for Computing Machinery (ACM). En revanche, on est membre élu de l'Académie nationale d'ingénierie des États-Unis (NAE), car la NAE distribue aussi des bourses ou des postes de recherche sous le nom de fellowship.
Les membres élus de certaines sociétés savantes britanniques sont des fellows. Ils portent en complément de nom un sigle qui indique leur appartenance au corps : Fellow de la Royal Society (FRS), de la British Academy (FBA), de l'Imperial College London (FIC), de la Zoological Society of London (FZS), de la Royal Academy of Engineering (FREng), de la Society of Antiquaries of London (FSA), de la Royal Society of Literature (FRSL).
En Europe, certaines sociétés savantes décernent également le titre de fellow ; l'EATCS a par exemple attribué ce titre en 2014 à dix chercheurs confirmés.

## Fellowd'entreprises technologiques ou professionnelles
Un certain nombre d'entreprises ont créé des postes particuliers, destinés à des personnalités scientifiques de très haut niveau, qui jouissent en général d'une large autonomie, et d'importants moyens, pour poursuivre leur recherche. Les premières sociétés sont ou ont été IBM, Intel, Sun Microsystems, Bell Labs, Microsoft, Google et Apple en technologies de l'information et de la communication, ou Boston Scientific (Boston Scientific Fellow) pour les appareils médicaux par exemple. Ce poste, qui est le grade le plus élevé que l'on peut atteindre dans une carrière technique, est aussi nommé technical fellow. Le grade de fellow est aussi le grade le plus élevé dans certaines professions réglementées, comme les arbitres du Chartered Institute of Arbitrators (en) ou les chirurgiens du Royal College of Surgeons (en). Le Conseil de l'Institut canadien des ingénieurs élit annuellement au rang de fellow un certain nombre d'ingénieurs pour leur excellence et pour les services rendus. De même, on peut être fellow de l'Institut canadien des actuaires.

## Usage nord-américain (bourses)
Les fellowships sont de véritables bourses. Il en est des Fulbright Fellows, des Guggenheim Fellowships (qui sont aussi attribuées à des artistes) ou du MacArthur Fellowship. On trouve des American Physical Society (APS Fellow), Optical Society of America (OSA Fellow) et des Institute of Electrical and Electronics Engineers (IEEE Fellow). Plus systématiquement, les étudiants américains ou canadiens du niveau graduate peuvent bénéficier de fellowships, donc de bourses, parmi lesquelles les NSF Graduate Research Fellowships, le National Defense Science and Engineering Graduate Fellowship, le Rosenthal Fellowship et le Presidential Management Fellowship (en).
À l'université Harvard et dans quelques autres universités des États-Unis, les fellows sont des membres du conseil de direction qui occupent des positions administratives comme conseillers non exécutifs.

## Autres usages
Une certaine catégorie de boursiers est aussi appelé des fellows ; ainsi, on peut être fellow de la Fondation Alexander von Humboldt. Elles sont attribuées à des chercheurs déjà confirmés.
Un autre exemple est l'Agence internationale de l'énergie atomique, où un scientifique issu de l'un des états membres, invité et financé par l'institution, est désigné sous le terme de fellow.

## Tradition britannique
Dans les collèges des anciens des universités d'Oxford, de Cambridge et de Dublin, les fellows, parfois appelé les « dons », constituent l'organe dirigeant du collège. Ils peuvent choisir un conseil pour assurer la gestion au jour le jour et qui seconde le directeur d'un collège dans ses obligations. Les fellows ont droit à certains privilèges au sein de leurs collèges, qui peuvent inclure l'accès à la High Table (repas gratuits) et ont parfois droit à une chambre gratuite dans le collège. Les fellows sont des membres du corps enseignant qui, en plus de l’enseignement et de la recherche, sont responsables du suivi des étudiants. Les fellows ont aussi en charge certains examens d'admission. Il existe aussi un statut de honorary fellow.